# Shavkat Mullajanov
Shavkat Mullajanov (19 de janeiro de 1986) é um futebolista profissional usbeque que atua como defensor.

## Carreira
Shavkat Mullajanov representou a Seleção Usbeque de Futebol na Copa da Ásia de 2015.